# Mjösjön (Sävars socken, Västerbotten, 708709-173911)
Mjösjön är en sjö i Umeå kommun i Västerbotten och ingår i Dalkarlsån-Sävaråns kustområde.